# Ignacio Gómez-Acebo
Ignacio Gómez-Acebo y Duque de Estrada (Madrid; 17 de marzo de 1932 - ib.; 28 de marzo de 2011). Fundó conjuntamente con Fernando Pombo García en 1971 el despacho de abogados Gómez-Acebo & Pombo.

## Trayectoria
Licenciado en Derecho por la Universidad Complutense de Madrid y la Universidad de Salamanca. Aprobó el examen de licenciatura con sobresaliente en la Universidad Complutense de Madrid. Años antes había estudiado Bachillerato en el Colegio del Pilar (Madrid) y había aprobado el examen de Estado con las máximas calificaciones (1949).
En 1950 se incorporó a la agencia de Propiedad Industrial Clarke, Modet & Co, grupo del que seguía siendo presidente. Durante un tiempo trabajó como agente libre de seguros. Fue socio fundador de la Fundación Humanismo y Democracia, institución creada en 1977. Gómez-Acebo fue también presidente del primer Partido Popular de Madrid, además de Patrono fundador de la Universidad San Pablo, Patrono de la Comisión Permanente de la Biblioteca Nacional y Presidente del European Advisory Committee de NYSE (New York Stock Exchange).
Era miembro del Ilustre Colegio de Abogados de Madrid desde 1962. También ocupó las presidencias de Firestone España, Chrysler Financial Corporation, AXA y Nokia España. El directivo fue, además, un gran aficionado a la literatura y publicó dos relatos: el ensayo Monólogos de la Sopa Boba y la novela histórica Alma de nardo.
A lo largo de su dilatada carrera profesional, fue distinguido con la Gran Cruz del Mérito Civil, era Oficial de la Orden del Imperio Británico y Caballero de la Orden del León de Finlandia.